# The Very Best of Diana Krall
Albums de Diana Krall
From This Moment On
(2006) Quiet Nights
(2009)
The Very Best of Diana Krall est le onzième album de la pianiste et chanteuse de jazz canadienne Diana Krall. Paru en 2007 chez Verve, l'album est une compilation de 15 chansons issues des albums de All for You paru 1996 à From This Moment On en 2006.

## Réception
Le commentaire de Matt Collar sur AllMusic indique « ces enregistrements sont en grande partie sophistiqués et élégants, qui parcourent son travail intime et swinguant en trio, avec le guitariste Russell Malone et le contrebassiste Christian McBride jusqu'à ses exubérants morceaux en orchestre et en big-band » puis il conclut en écrivant : « si vous êtes un fan de jazz simple avec une touche fortement romancée et n'ayant jamais examiné le travail de Diana Krall, The Very Best est un superbe endroit pour commencer ».
Dans le classement américain Billboard 200, l'album a débuté à la 19e place avec 30 000 albums vendus dès la première semaine de sa sortie et s'est également placé en tête du classement Top Jazz Album,.

## Titres
| No  | Titre                                                 | Auteur                         | Durée |
| --- | ----------------------------------------------------- | ------------------------------ | ----- |
| 1.  | 'S Wonderful                                          | George Gershwin, Ira Gershwin  | 4:26  |
| 2.  | Peel Me a Grape                                       | Dave Frishberg                 | 5:50  |
| 3.  | Pick Yourself Up                                      | Dorothy Fields, Jerome Kern    | 3:01  |
| 4.  | Frim Fram Sauce                                       | Redd Evans, Joe Ricardel       | 5:01  |
| 5.  | You Go to My Head                                     | J. Fred Coots, Haven Gillespie | 6:47  |
| 6.  | Let's Fall in Love                                    | Harold Arlen, Ted Koehler      | 4:19  |
| 7.  | The Look of Love                                      | Burt Bacharach, Hal David      | 4:41  |
| 8.  | East of the Sun (And West of the Moon)                | Brooks Bowman                  | 5:46  |
| 9.  | I've Got You Under My Skin                            | Cole Porter                    | 6:09  |
| 10. | All or Nothing at All                                 | Arthur Altman, Jack Lawrence   | 4:33  |
| 11. | Only the Lonely                                       | Jimmy Van Heusen, Sammy Cahn   | 4:16  |
| 12. | Let's Face the Music and Dance                        | Irving Berlin                  | 5:17  |
| 13. | The Heart of Saturday Night                           | Tom Waits                      | 4:06  |
| 14. | Little Girl Blue                                      | Richard Rodgers, Lorenz Hart   | 5:38  |
| 15. | Fly Me to the Moon (version live enregistrée à Paris) | Bart Howard                    | 5:44  |

## DVD (inclus dans l'Édition Deluxe)
1. Narrow Daylight
2. Let's Face the Music and Dance (Irving Berlin)
3. The Look of Love (Burt Bacharach, Hal David)
4. Temptation
5. Almost Blue
6. Abandoned Masquerade
7. Fly Me to the Moon (Bart Howard)
8. The Girl in the Other Room
9. What Are You Doing New Year's Eve?